# NGC 433
NGC 433 est un amas ouvert situé dans la constellation de Cassiopée. NGC 433 a été découvert par l'astronome britannique John Herschel en 1829.
Selon la classification des amas ouverts de Robert Trumpler, NGC 433renferme moins de 50 étoiles (lettre p) dont la concentration est moyennement faible (III) et dont les magnitudes se répartissent sur un intervalle moyen (le chiffre 2).

## Observation

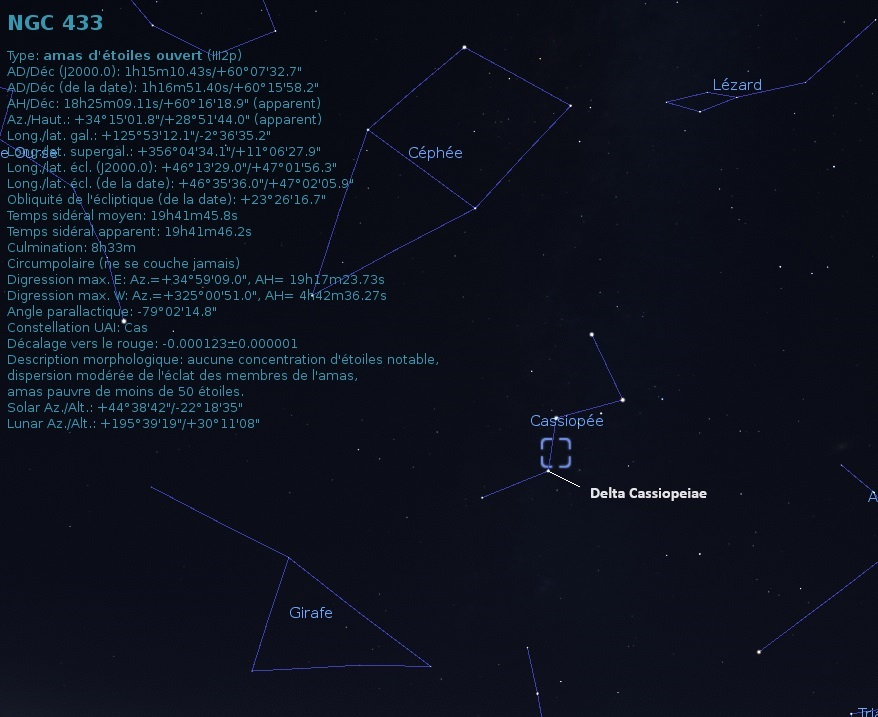
Localisation de NGC 433 dans la constellation de Cassiopée. (Stellarium)

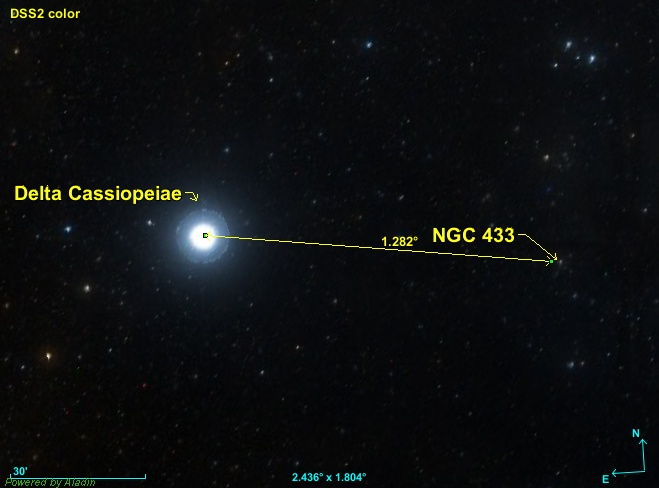
Position de NGC 433 par rapport une étoile de Cassiopée.

NGC 433 est situé à environ 1,3 degré au sud-ouest de Delta Cassiopeiae.

## Caractéristiques
Certaines caractéristiques apparaissent sur la base de données Simbad, mais une publication très récente (2023) basée sur les mesures de la parallaxe par le satellite Gaia a permis une mise à jour importante des données. Les données du « GAIA EARLY DATA RELEASE 3 (GAIA EDR3) » ont également permis aux auteurs (Almeida, Monteiro et Dias) de cette publication d'estimer la masse de 773 amas ouverts, dont celle de NGC 433 qui est de 459 ± 91 {\displaystyle M_{\odot }}.

### Distance
Selon Almeida et ses collègues, cet amas est à 1 817 ± 58 pc (∼5 930 al) du système solaire.
La parallaxe moyenne des étoiles de l'amas a été obtenue des mesures effectuées par le satellite Gaia. Cinq valeurs semblables publiées dans de récents articles (2018 à 2022) sont indiquées sur la base de données Simbad : 0,477 ± 0,034 0 mas, 0,473 ± 0,054 mas, 0,463 ± 0,052 mas, 0,463 ± 0,005 mas et 0,463 ± 0,052 mas. La valeur moyenne de la parallaxe et de leur incertitude sont égaux à 0,467 8 ± 0,039 4 mas, ce qui correspond à une distance de 2138+197
−166 pc. Cette distance est nettement supérieure à celle proposée par Almeida et ses collègues.

### Taille
Selon les sources, la taille apparente de l'amas est comprise entre de 3,6' et 7,0'. Grâce à un calcul simple, on peut trouver la taille réelle de l'amas. En utilisant la plus grande taille apparente et la plus grande distance, on obtient la taille réelle maximale soit 12,45 al. De même en utilisant la plus petite taille apparente et la plus petite distance, on obtient la plus petite taille réelle, soit 6,01 al. De ces deux valeurs, on déduit que la taille de l'amas est égale à 9,2 ± 3,2 al.

### Vitesse
Quatre vitesses sont aussi indiquées sur la base de données Simbad: −48,930 00 ± 12,619 99 km/s, −36,22 ± 0,85 km/s, −36,90 ± 0,18 km/s et −34,94 ± 0,32 km/s. La vitesse moyenne des trois dernières valeurs est de −36,02 ± 1,00 km/s.

### Mouvement propre
Simbad indique six couples de valeurs pour le mouvement propre de l'amas, qui proviennent d'articles publiés entre 2017 et 2022. Ces six couples en ascension droite et en déclinaison sont :
- −1,449 ± 0,068 mas/an et −0,808 ± 0,071 mas/an[9]
- −2,264 ± 0,596 mas/an et −0,731 ± 0,567 mas/an[15]
- −1,440 ± 0,110 mas/an et −0,732 ± 0,109 mas/an[10]
- −1,442 ± 0,099 mas/an et −0,720 ± 0,115 mas/an[11]
- −1,442 ± 0,010 mas/an et −0,720 ± 0,010 mas/an[4]
- −1,442 ± 0,099 mas/an et −0,720 ± 0,115 mas/an[12]

La moyenne du mouvement propre et de leur écart type obtenue de ces six couples en ascension droite et en déclinaison est égale à −1,570 ± 0,340 mas/an et −0,739 ± 0,037 mas/an.

### Métallicité
Simbad indique une seule valeur de la métallicité, soit 0,048. Selon cette valeur, le pourcentage d'éléments lourds (plus lourd que l'hydrogène et l'hélium) de cet amas est égal à 112 % (100,048) de celui du Soleil.
Selon Almeida et ses collègues, la métallicité de l'amas est égale à 0,104 ± 0,052. Selon cette valeur, le pourcentage d'éléments lourds (plus lourd que l'hydrogène et l'hélium) de cet amas serait compris entre 113 % (100,104 - 0,052) et 143 % (100,104 + 0,052) de celui du Soleil.

### Âge
Selon Almeida et ses collègues, l'âge de l'amas est donné par log10 = 7,856 ± 0,070, ce qui correspond à 71,8+12,6
−10,7 Ma. La base de données WEBDA indique un âge donné par log10 = 7,50 ce qui correspond à 31,6 Ma.

## Étoiles
Simbad montre un bouton nommé Children. En cliquant sur ce bouton, on atteint une section de cette base de données qui renferme un tableau contenant 135 entrées. Une colonne de ce tableau indique la probabilité que l'étoile appartienne à l'amas. Le titre de la colonne permet de classer la probabilité par ordre croissant ou décroissant. En cliquant sur la désignation de l'étoile, on atteint la page de Simbad qui résume ses propriétés.